# Jonathan Ridgeon
Jonathan Ridgeon, född den 14 februari 1967, är en brittisk före detta friidrottare som tävlade i häcklöpning.
Ridgeons genombrott kom när han blev bronsmedaljör vid inomhus-VM 1985 i Paris på 60 meter häck på tiden 7,70. Han deltog vid VM i Rom 1987 där han slutade på andra plats på 110 meter häck, bakom amerikanen Greg Foster på tiden 13,29.
Han deltog vid Olympiska sommarspelen 1996 då på 400 meter häck men han blev utslagen redan i semifinalen.

## Personliga rekord
- 110 meter häck - 13,29
- 400 meter häck - 48,73